# Haute Trahison (téléfilm)
Pour les articles homonymes, voir Haute trahison (homonymie).
Haute Trahison (Die Spiegel-Affäre) est un téléfilm allemand réalisé par Roland Suso Richter et diffusé en 2014.

## Fiche technique
- Titre original : Die Spiegel-Affäre
- Réalisation : Roland Suso Richter
- Scénario : Johannes W. Betz
- Photographie : Clemens Messow
- Durée : 98 min
- Date de diffusion :
  -  France : 2 mai 2014 sur Arte

## Distribution
- Sebastian Rudolph : Rudolf Augstein
- Francis Fulton-Smith (V.F. : Jacques Frantz[1]) : Franz Josef Strauß
- David Rott : Conrad Ahlers
- Otto Mellies : Konrad Adenauer
- Nora von Waldstätten : Maria Carlsson
- Henning Baum : Oberst Martin
- André Hennicke : Josef Augstein
- Franz Dinda : Claus Jacobi
- Gerald Alexander Held : Siegfried Buback
- Gesine Cukrowski : Katharina Augstein
- Johann Von Bülow : Hans Detlev Becker
- Franziska Schlattner : Marianne Strauß
- Herbert Forthuber : Lothar Schloß
- Michael Schönborn : Schopf
- Sabrina Rattey : Mme Jacobi